# Paracathartes howardae
Paracathartes howardae (паракатартес) — вид викопних птахів ряду Lithornithiformes. Відомий з нижнього еоцену штату Вайомінг, США. Це був птах розміром з індичку і близький до тинаму.
Голотип знаходиться в колекції Королівського музею Онтаріо. Він має номер за каталогом 22658 ROM. Це кістки лівого tibiotarsus. Було зібрано Г. Ліндблад Штернбергом 4 серпня 1949 року. Ще відомо, щонайменше, п'ять зразків (серед них і повний скелет) і три яйця.